# Elham Abdrlauf
Elham Abdrlauf, właśc. Elham Amar (ur. 2 stycznia 2005) – norweski szachista, mistrz międzynarodowy od 2022.

## Kariera szachowa
W styczniu 2020 zajął 2. miejsce w międzynarodowym kołowym turnieju szachowym w Sztokholmie. W lutym 2020 we Fredericia zdobył srebrny medal młodzieżowych mistrzostw nordyckich w klasie C. W lipcu 2023 w Oslo zdobył brązowy medal w szachowych mistrzostwach Norwegii. W sierpniu 2023 roku zwyciężył w turnieju „A” Ryskiego Uniwersytetu Technicznego.
Najwyższy ranking w dotychczasowej karierze osiągnął 1 października 2023, z wynikiem 2568 punktów.